# Городиская, Ядвига
Ядвига Городиская (пол. Jadwiga Horodyska, 1905, Трибуховцы — 1973, Краков) — скульптор, работала во Львове, Кракове.

## Биография
Родилась во Львове в семье живописца Франциска Городиского. Училась во львовской Художественно-промышленной школе (1927—1929) и в Римской академии искусств (1929—1932). Вернувшись во Львов, занималась храмовой скульптурой, работала на фабрике алебастровых изделий в Журавно. Ранние работы создавала под влиянием традиционного «роденизма» и раннего итальянского неоклассицизма. Вернувшись из Рима, стала известной благодаря храмовой скульптуре. Увлекалась стилизациями Бурделя, творческому стилю Янины Райхерт-Тот, стилистике ар деко. После Второй мировой войны работала в Кракове как профессор политехники. Дружила с Яниной Райхерт-Тот. Умерла в Кракове.

## Творчество
- Ранние работы выполнены в Риме 1932 года: барельеф «Расставание», голова молодой девушки «Фатум», дипломная работа «Ева».
- Алебастровые скульптуры святых Петра и Павла в алтаре гарнизонного костела в Ровно (1933).
- Фигуры четырёх евангелистов из алебастра в краковском костеле кармелитов босых (1933).
- Божья королева Польши с двумя ангелами в костеле в деревне Забежув Малопольского воеводства, алебастр (1933).
- Бронзовый рельеф «Благовещение», изготовленный в Риме, купленный министерством иностранных дел Польши для польской церкви в Париж и (1934).
- Бюст промышленника Станислава Кремера из тонированного гипса (1935).
- Группа ангелов, держащих корону над табернакулум для костела в городе Ченжковице Малопольского воеводства (1935).
- Скульптуры для часовни города Рабка-Здруй Малопольского воеводства (1935).
- Скульптура Божьей матери в костеле в Комарно (1936).
- Скульптура Иисуса Христа на башне костела в городе Радом (1936).

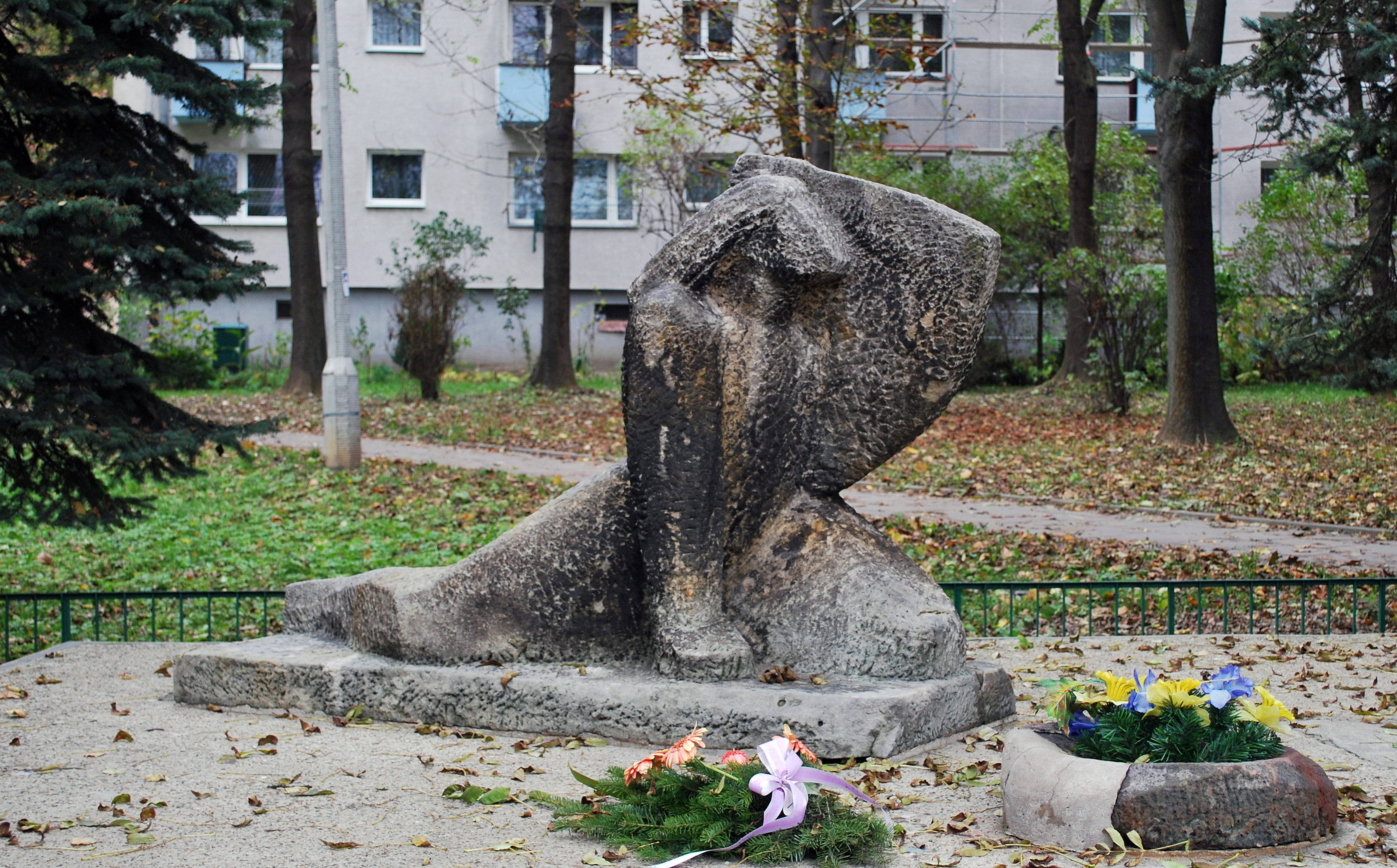
Памятник погибшим 29 января 1944 в Кракове

- Многофигурные рельефы для костела в городе Хель Поморского воеводства (1936).
- Барельефы табернакль и горельефы в боковых алтарях армянской церкви во Львове (1936—1937).
- Главный алтарь из мрамора и алебастра для костела Сретение во Львове (1937, уничтожен в 1979).
- Алебастровые статуи святых Кирилла и Мефодия для костела в Пекарь-Шленских (1938).
- Станковая композиция «Иродиада» чёрного алебастра (1939). Выставлялась на международной выставке в Нью-Йорке, ныне в Музее польского искусства в Чикаго.
- Памятник расстрелянным полякам 29 января 1944 года в Кракове. Установленное 1963 года, соавторы М. Гродзицкий, С. Тшебятовський.